# Jacek Ciecióra
Jacek Antoni Ciecióra (ur. 19 czerwca 1956 w Sanikach) – polski polityk, rolnik, samorządowiec, poseł na Sejm II kadencji.

## Życiorys
Absolwent Wyższej Szkoły Pedagogicznej w Częstochowie, Z zawodu rolnik prowadzący własne gospodarstwo rolne. Był posłem II kadencji wybranym w okręgu piotrkowskim z listy Polskiego Stronnictwa Ludowego (1993–1997). Pracował w różnych zespołach i komisjach sejmowych (m.in. jako przewodniczący Polsko-Tureckiej Grupy Parlamentarnej). Bezskutecznie kandydował ponownie do Sejmu w 1997 i 2001.
W 2002 został radnym powiatu radomszczańskiego. W latach 2002–2005 był etatowym członkiem zarządu powiatu, następnie do 2006 wicestarostą. Opuścił w międzyczasie PSL. W 2006 ponownie uzyskał mandat radnego powiatu z ramienia Radomszczańskiego Porozumienia Społecznego, którego został prezesem. W 2010 bez powodzenia ubiegał się o reelekcję. Powrócił do rady powiatu w 2014, nie utrzymał mandatu w 2018. W 2021 zasiadł w radzie nadzorczej spółki SIM Śląsk.
Syn Tadeusza. Ojciec polityka Krzysztofa Ciecióry.

## Odznaczenia
W 2000 otrzymał Złoty Krzyż Zasługi.